# لوید همیلتون
لوید همیلتون (انگلیسی: Lloyd Hamilton؛ ‏ ۱۹ اوت ۱۸۹۱ – ۱۹ ژانویهٔ ۱۹۳۵) بازیگر و کمدین فیلم‌های صامت اهل کشور ایالات متحده آمریکا بود.
از فیلم‌هایی که وی در آن نقش داشته است، می‌توان از لوله‌کش سابق، برد با اختلاف اندک، بگومگوهای زن‌وشوهری، بالای یک درخت، اسکار آرام، نمایش نمایش‌ها، یک بامداد یکشنبه و فیلم‌ها نام برد.